# Glasshouses
Glasshouses är en by i North Yorkshire i England. Byn är belägen 42 km 
från York. Orten har 518 invånare (2016).